# Thiverny
Thiverny település Franciaországban, Oise megyében. Lakosainak száma 1061 fő (2022. január 1.). Thiverny Montataire, Cramoisy és Saint-Leu-d’Esserent községekkel határos.

## Népesség
A település népessége az elmúlt években az alábbi módon változott:
| Lakosok száma | 1066 | 1049 | 1072 | 1065 | 1073 | 1075 | 1078 | 1080 | 1061 |
|               | 2013 | 2015 | 2016 | 2017 | 2018 | 2019 | 2020 | 2021 | 2022 |